# Anschlussstelle Dortmund-Süd
Die Anschlussstelle Dortmund-Süd verbindet die Autobahn 45 (Dortmund–Aschaffenburg) und die Bundesstraße 54 (Gronau–Wiesbaden) miteinander. Sie hat die Bauform eines Kleeblattes, wobei die Rampe aus Richtung Dortmund (B 54) kommend, in Richtung Hagen (A 45) fahrend einen größeren Ausläufer hat als die anderen Rampen. Die Anschlussstelle befindet sich im Dortmunder Stadtteil Wichlinghofen.
Die A 45 ist in Höhe der Anschlussstelle sechsspurig ausgebaut, die B 54 vierspurig.